# Abtei Saint-Hilaire (Aude)

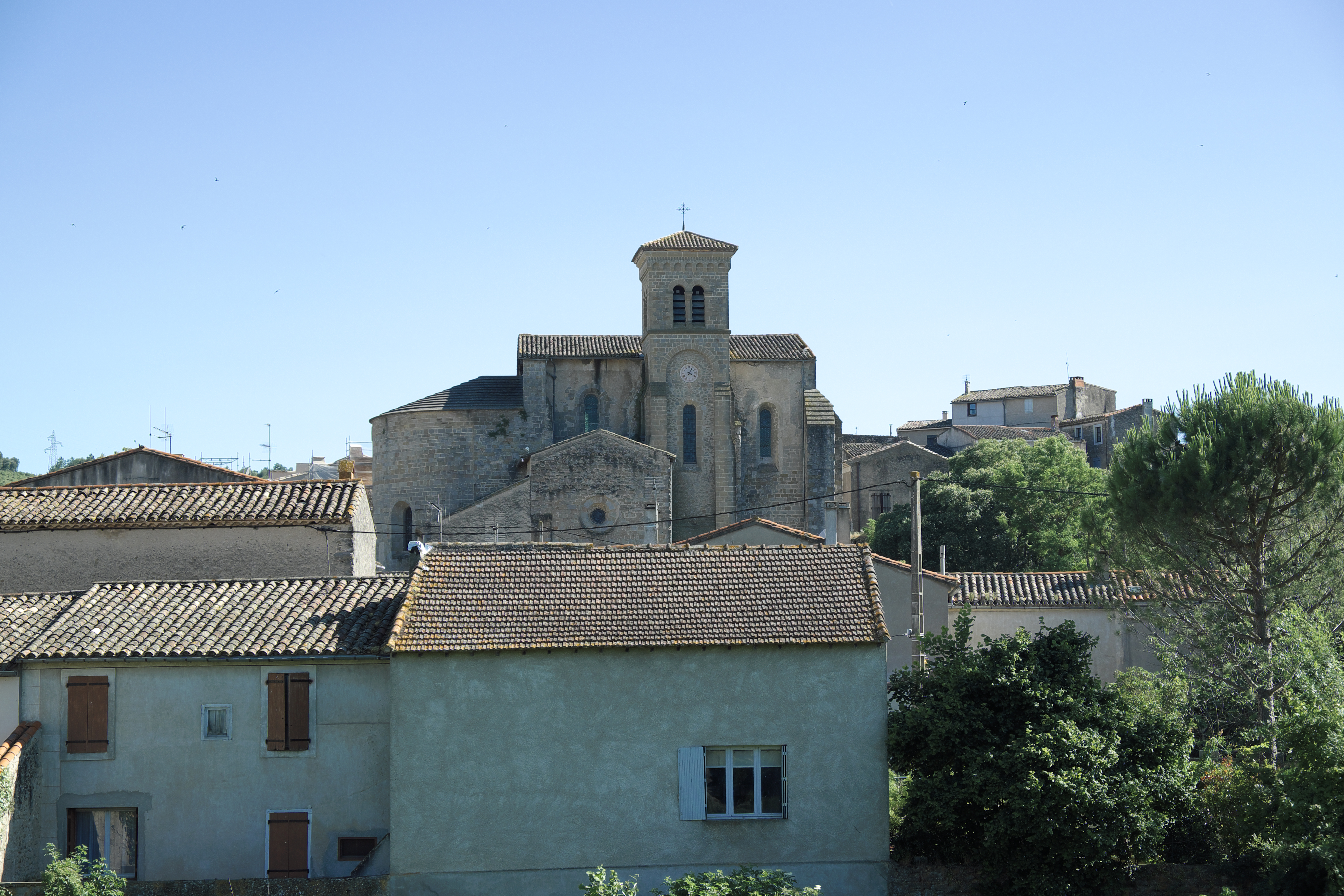
Ehemalige Abteikirche Saint-Hilaire

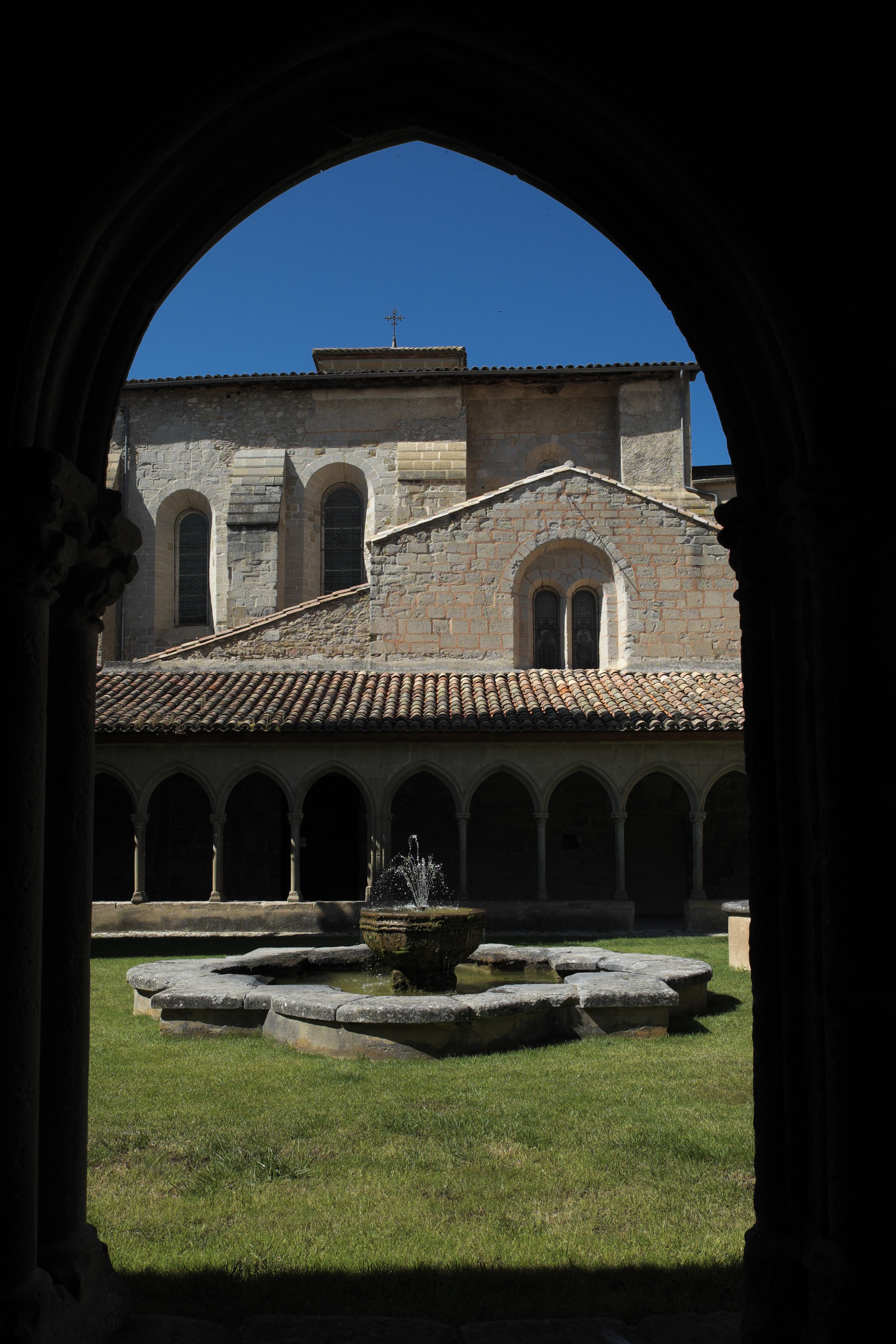
Kreuzgang und Kirche

Die ehemalige Benediktinerabtei Saint-Hilaire in Saint-Hilaire, einer Gemeinde im Département Aude in der französischen Region Okzitanien, ist bereits im 9. Jahrhundert belegt. Erhalten sind die Ringmauer, die die Abtei umgab, die ehemalige, Abteikirche Mariä Himmelfahrt aus dem 13. Jahrhundert, die heute als Pfarrkirche genutzt wird, der Kreuzgang aus dem 14. Jahrhundert, zwei Refektorien, die Abtswohnung mit einer bemalten Holzbalkendecke aus dem 16. Jahrhundert sowie in den Felsen gehauene Vorratsräume. In der Kirche wird ein Marmorrelief aus dem 12. Jahrhundert, der sogenannte Sarkophag des heiligen Saturninus, aufbewahrt, der dem Meister von Cabestany zugeschrieben wird. 1840 wurde die Abteikirche und 1846 der Kreuzgang in die Liste der Monuments historiques aufgenommen.

## Geschichte
Erstmals schriftlich erwähnt wurde die Abtei im Jahr 825 in einer Urkunde, in der Kaiser Ludwig der Fromme den Mönchen das Recht bestätigte, ihren Abt gemäß der Regel des heiligen Benedikt selbst zu wählen. Ursprünglich trug das Kloster das Patrozinium des heiligen Saturninus, des ersten Bischofs von Toulouse. Im Jahr 970 entdeckte man in der Kirche die sterblichen Überreste des heiligen Hilarius (Hilaire), der im 6. Jahrhundert der erste Bischof von Carcassonne war, und stellte die Abtei unter sein Patrozinium.
Bis zu Beginn des 13. Jahrhunderts stand Saint-Hilaire unter dem Schutz der Grafen von Carcassonne. Während der Kriege gegen die Katharer beschuldigte man die Mönche der Häresie und unterstellte sie den Dominikanern des Klosters Prouille, was den Katharern Grund zu Plünderung und Verwüstung gab. Unter den Äbten Guillaume (1237–1260) und Bertrand de Touron (1323–1340) wurden die Abteikirche und der Kreuzgang neu aufgebaut.
Im 14. Jahrhundert lebten 29 Mönche in Saint-Hilaire. Die Einkünfte des Klosters waren jedoch unzureichend, weshalb der Bischof von Carcassonne ihre Zahl auf 20 beschränkte. Im 15. Jahrhundert hatte die Abtei unter den Folgen des Hundertjährigen Krieges und der Pest zu leiden. Für das Jahr 1531 wird überliefert, dass im Kloster erstmals der Schaumwein Blanquette de Limoux erzeugt wurde.
Im 16. Jahrhundert wurde die Abtei Kommende. Zu Beginn des 18. Jahrhunderts zählte das Kloster nur noch sieben Mönche und in der Mitte des 18. Jahrhunderts wurde es aufgehoben. Ab 1758 übernahm die Abteikirche die Funktion der Pfarrkirche, die man zugunsten der Abteikirche aufgegeben hatte. Während der Französischen Revolution wurden die ehemaligen Konventsgebäude als Nationalgut verkauft.

## Kirche Notre-Dame-de-l’Assomption

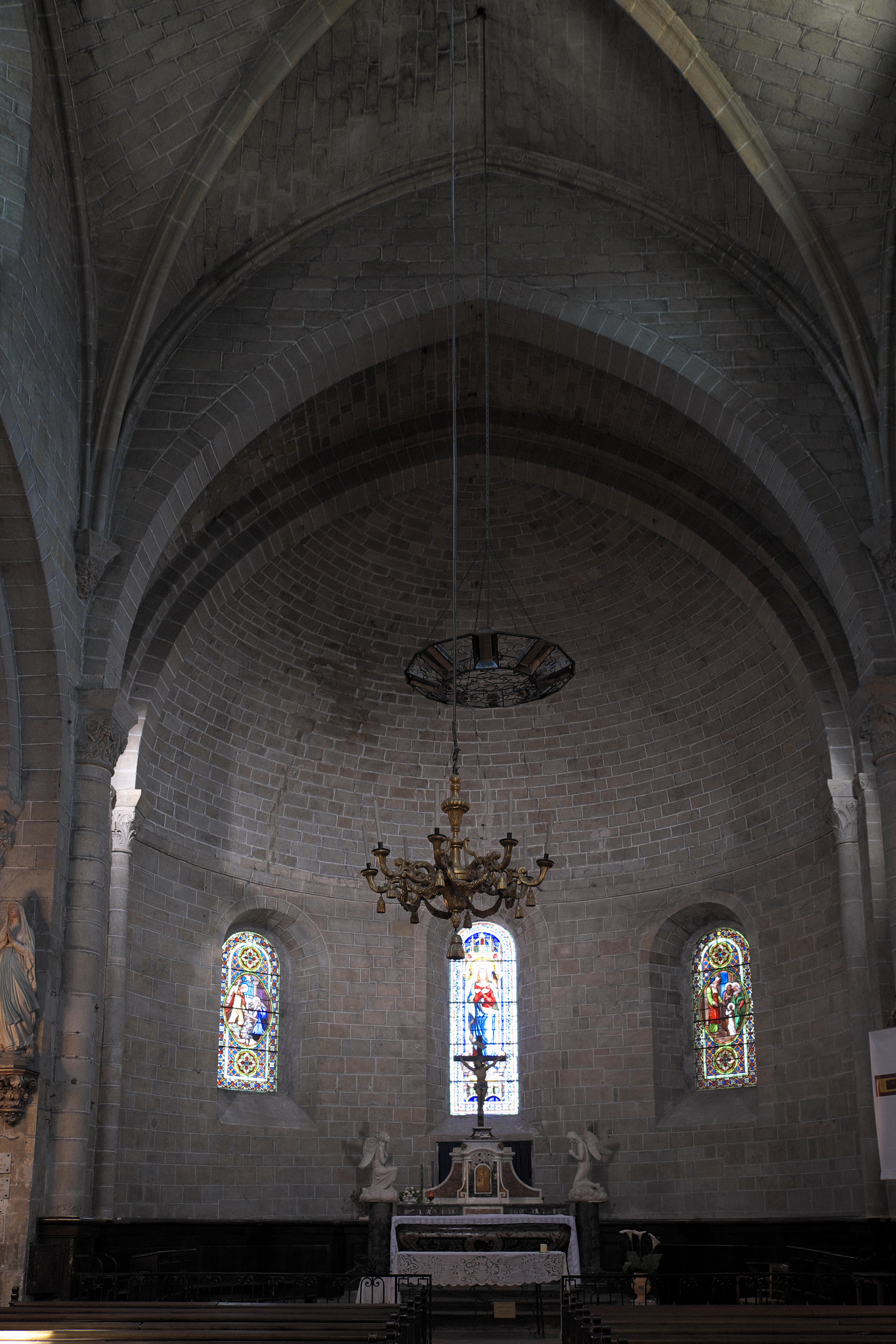
Apsis

Ältester Teil der ehemaligen Abteikirche ist die halbrunde Apsis, die Ende des 12. oder zu Beginn des 13. Jahrhunderts erbaut wurde. Sie ist von drei Rundbogenfenstern durchbrochen, die im 19. Jahrhundert vergrößert wurden. Die Arme des Querhauses öffnen sich im Osten zu halbrunden Apsiden. An der Stelle der nördlichen Seitenapsis wurde später die Sakristei errichtet. Das einschiffige Langhaus erstreckt sich nur über zwei Joche, die wie die Vierung mit Kreuzrippengewölben gedeckt sind. Die Schlusssteine der Gewölbe sind mit den Symbolen der Dreifaltigkeit skulptiert, dem Lamm Gottes, der Hand Gottes und der Taube des Heiligen Geistes (die heute nicht mehr kenntlich ist).

## Sarkophag des heiligen Saturninus

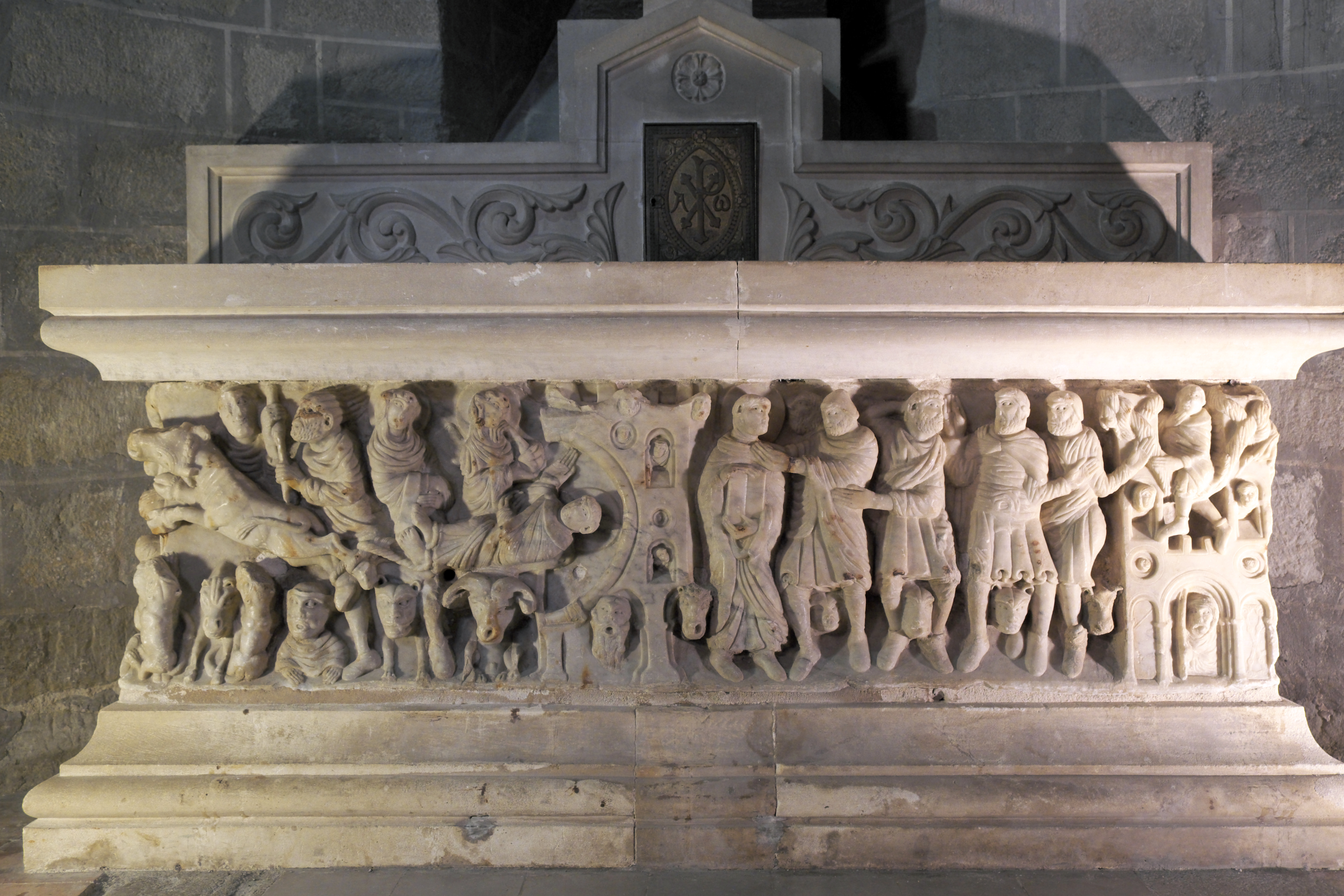
Sarkophag des heiligen Saturninus, Vorderansicht

Beim sogenannten Sarkophag des heiligen Saturninus handelt es sich wahrscheinlich um ein Altarantependium. Das Relief aus weißem Pyrenäenmarmor wird dem Meister von Cabestany zugeschrieben, einem namentlich nicht bekannten Bildhauer, der in der zweiten Hälfte des 12. Jahrhunderts tätig war.
Auf der rechten Schmalseite ist Saturninus, der in seiner rechten Hand den Bischofsstab hält, umgeben von zwei Märtyrern, dem heiligen Honest und dem heiligen Papoul. Auf der linken Schmalseite ist die Grablegung des heiligen Saturninus dargestellt, aus dessen Körper seine Seele in Gestalt eines kleinen Kindes entweicht, das von einem Engel in Empfang genommen wird. Unter dem Leichnam des Heiligen sitzen Frauen mit Salbgefäßen.

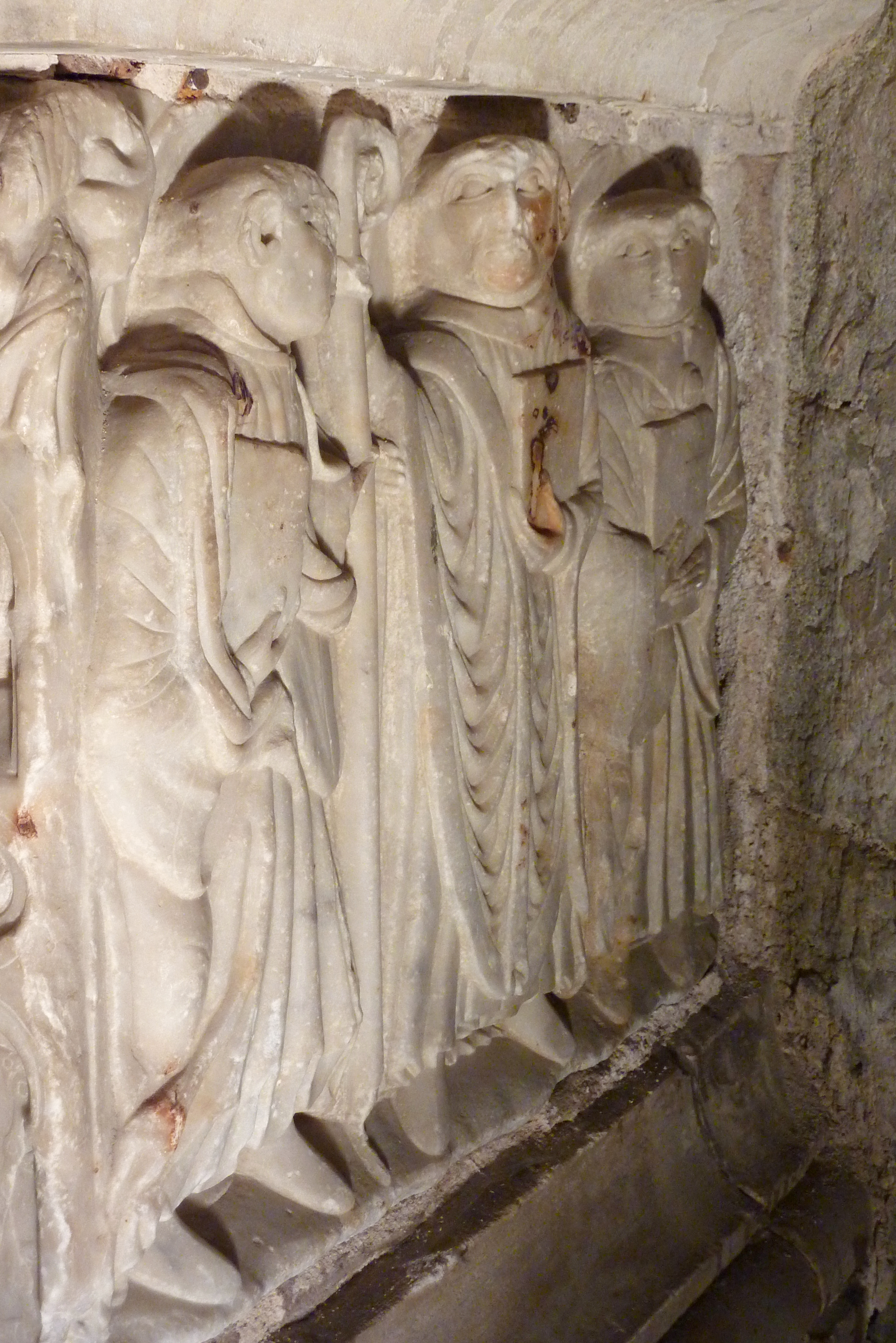
Saturninus mit den Heiligen Honest und Papoul
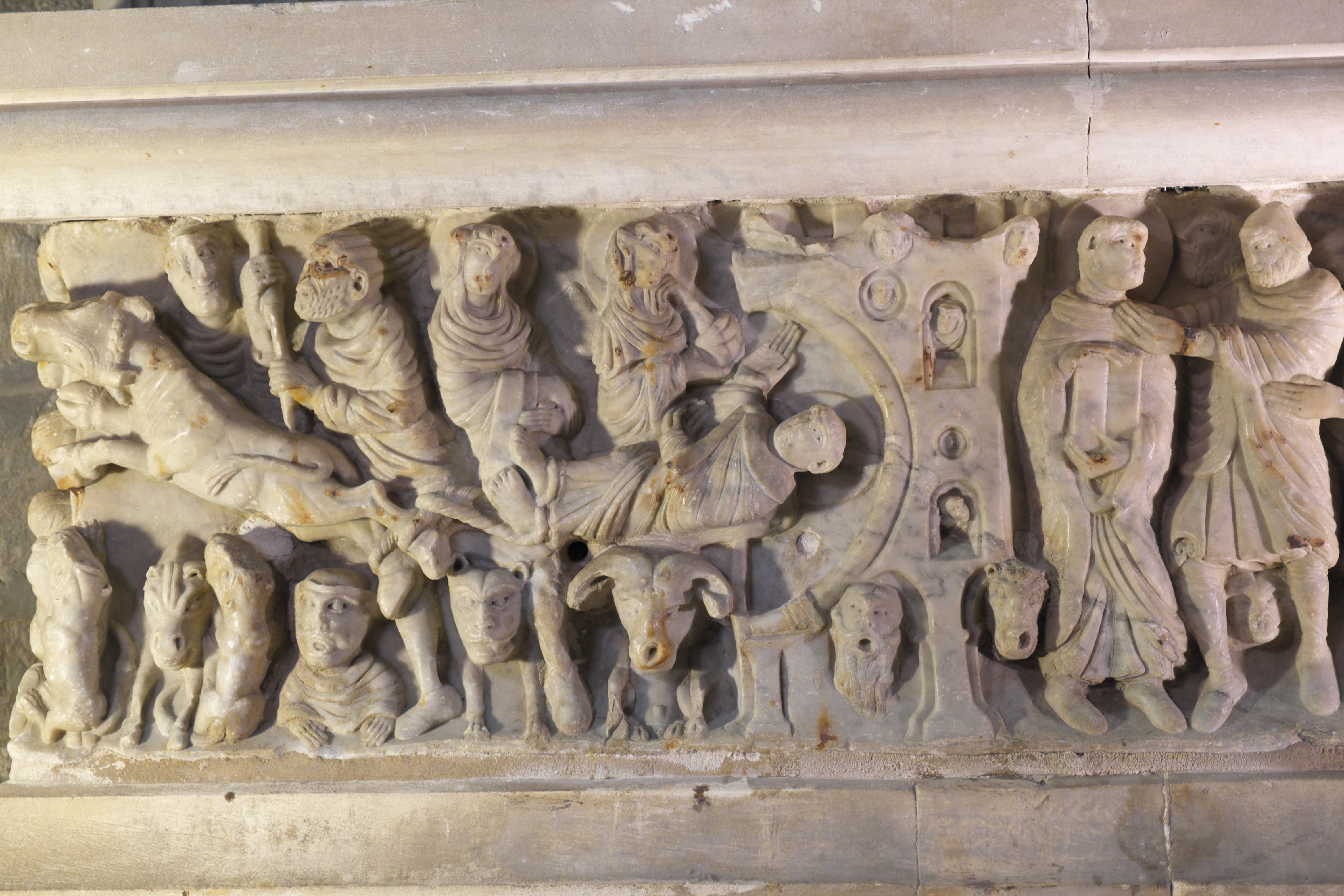
Saturninus wird zu Tode geschleift
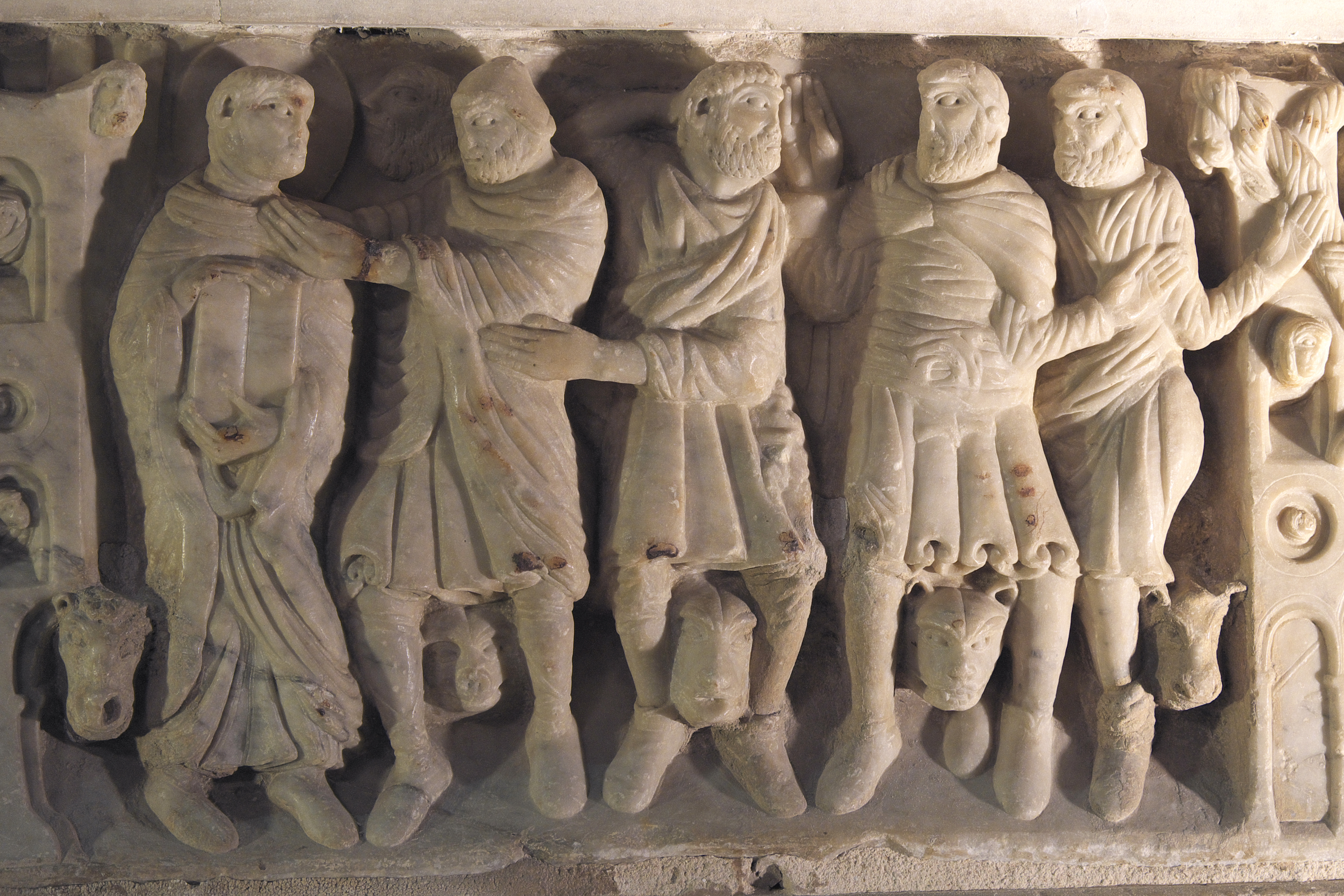
Gefangennahme des heiligen Saturninus

Die Vorderseite des Reliefs zeigt rechts die Gefangennahme des heiligen Saturninus durch vier bärtige, mit kurzer Tunika bekleidete Männer. Saturninus hält das aufgeschlagene Buch der Heiligen Schrift vor sich. Auf der linken Seite wird Saturninus an einen Stier gebunden zu Tode geschleift. Die Fratzen und Tierköpfe am unteren Rand werden als Symbole des Heidentums interpretiert.

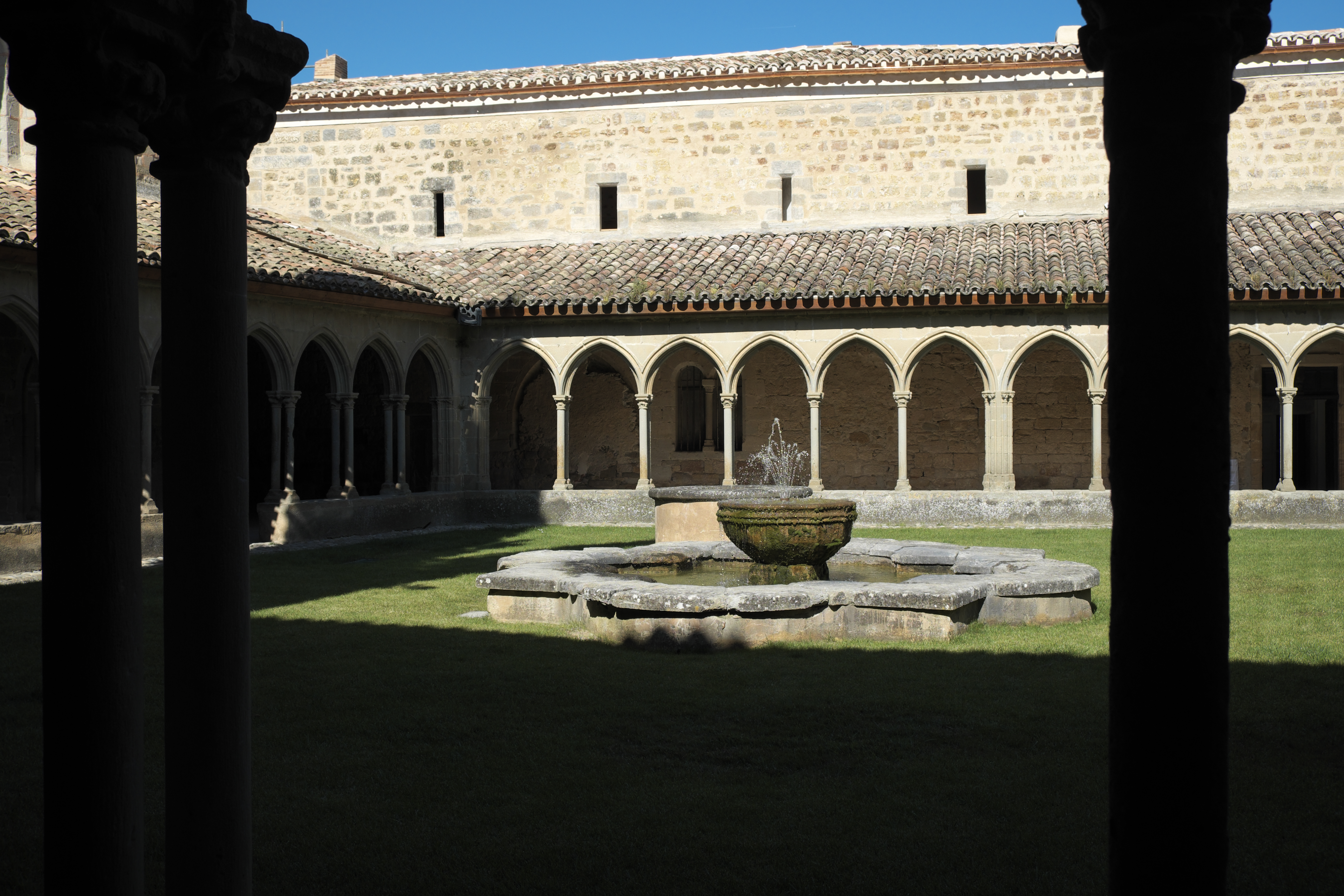
Kreuzgang

## Kreuzgang
Der Kreuzgang wurde im 14. Jahrhundert errichtet. Sein Grundriss weist eine unregelmäßige Trapezform auf. Die Galerien werden von Spitzbogenarkaden gebildet, die auf schlanken Doppelsäulen aufliegen. Die Kapitelle sind mit menschlichen Köpfen, Tieren und Blattwerk verziert. Die Brunnenschale in der Mitte des Kreuzgangs stammt aus dem frühen 16. Jahrhundert. In der Ostgalerie ist am Sockel der Arkaden ein Schachbrettmuster eingemeißelt, das vermutlich als Rechensystem diente.

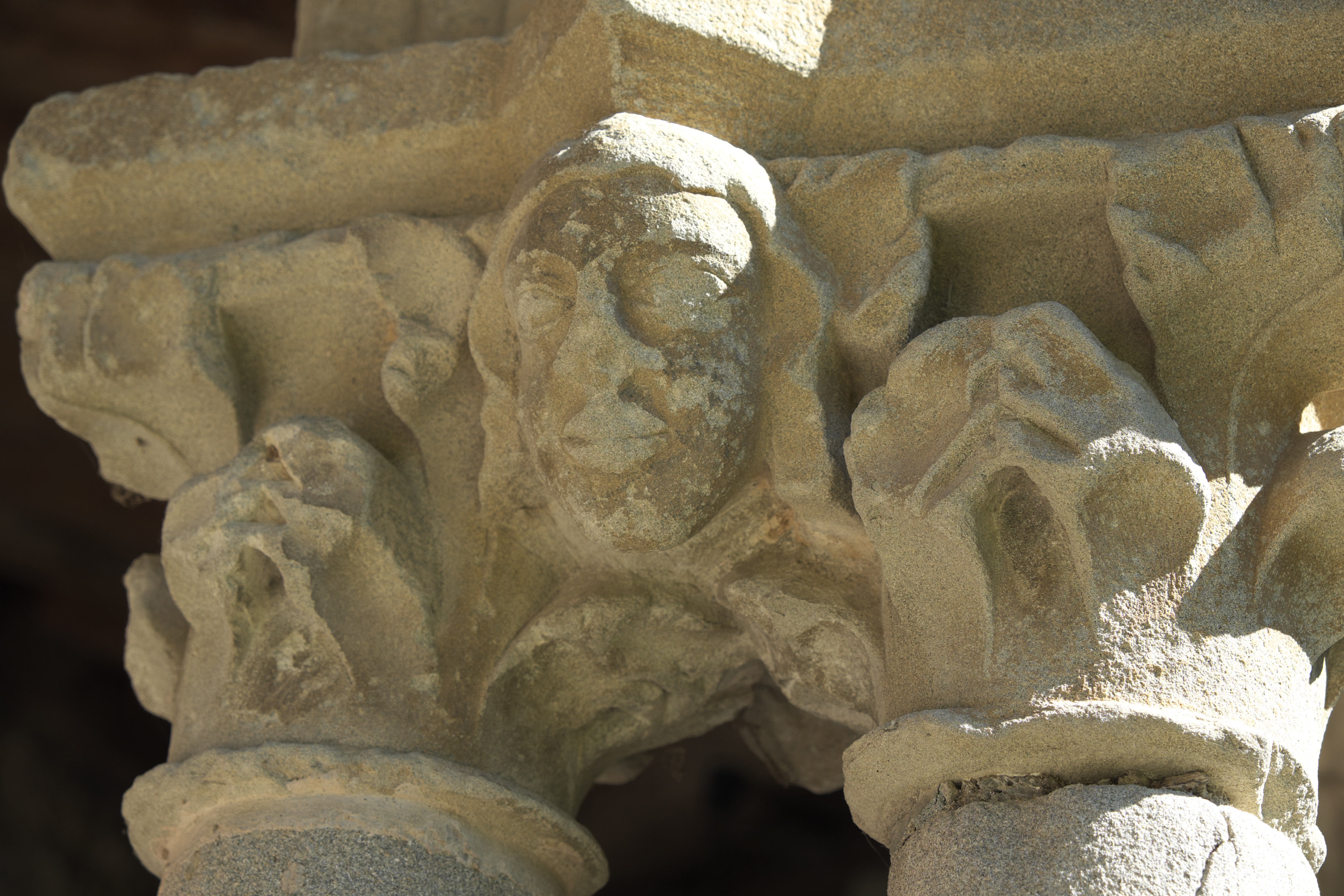
Kapitell im Kreuzgang
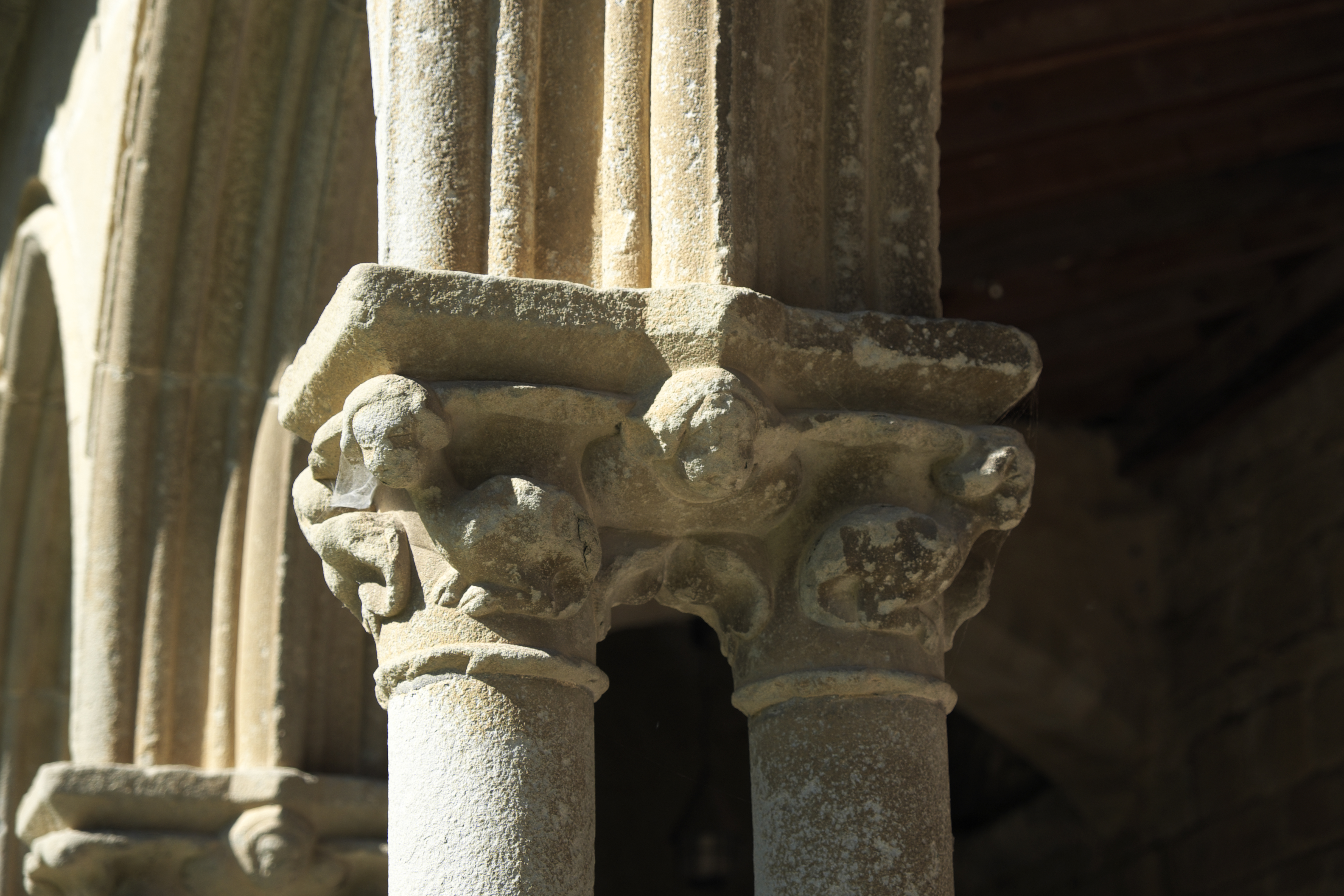
Kapitell im Kreuzgang
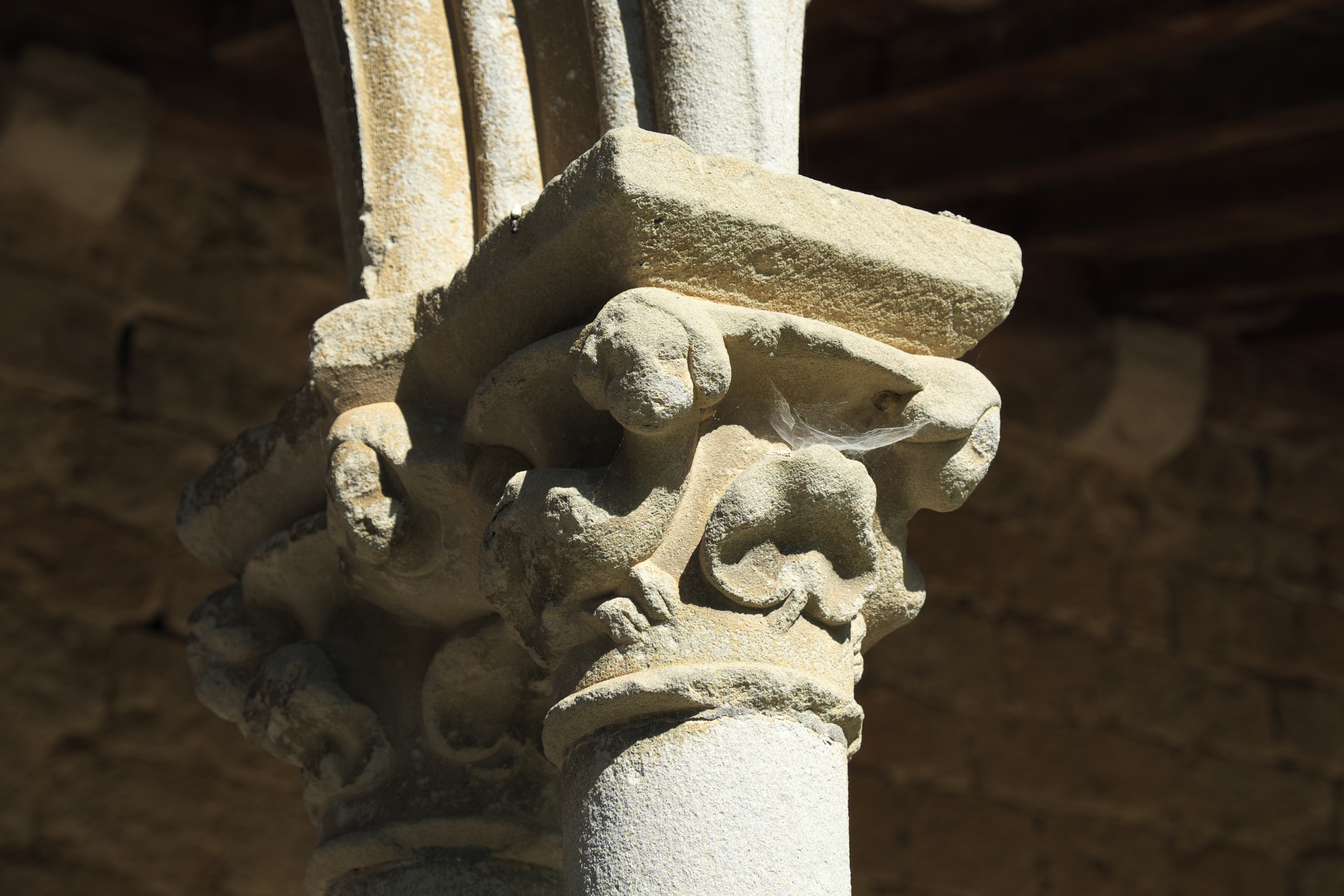
Kapitell im Kreuzgang

## Kapitelsaal und Abtswohnung

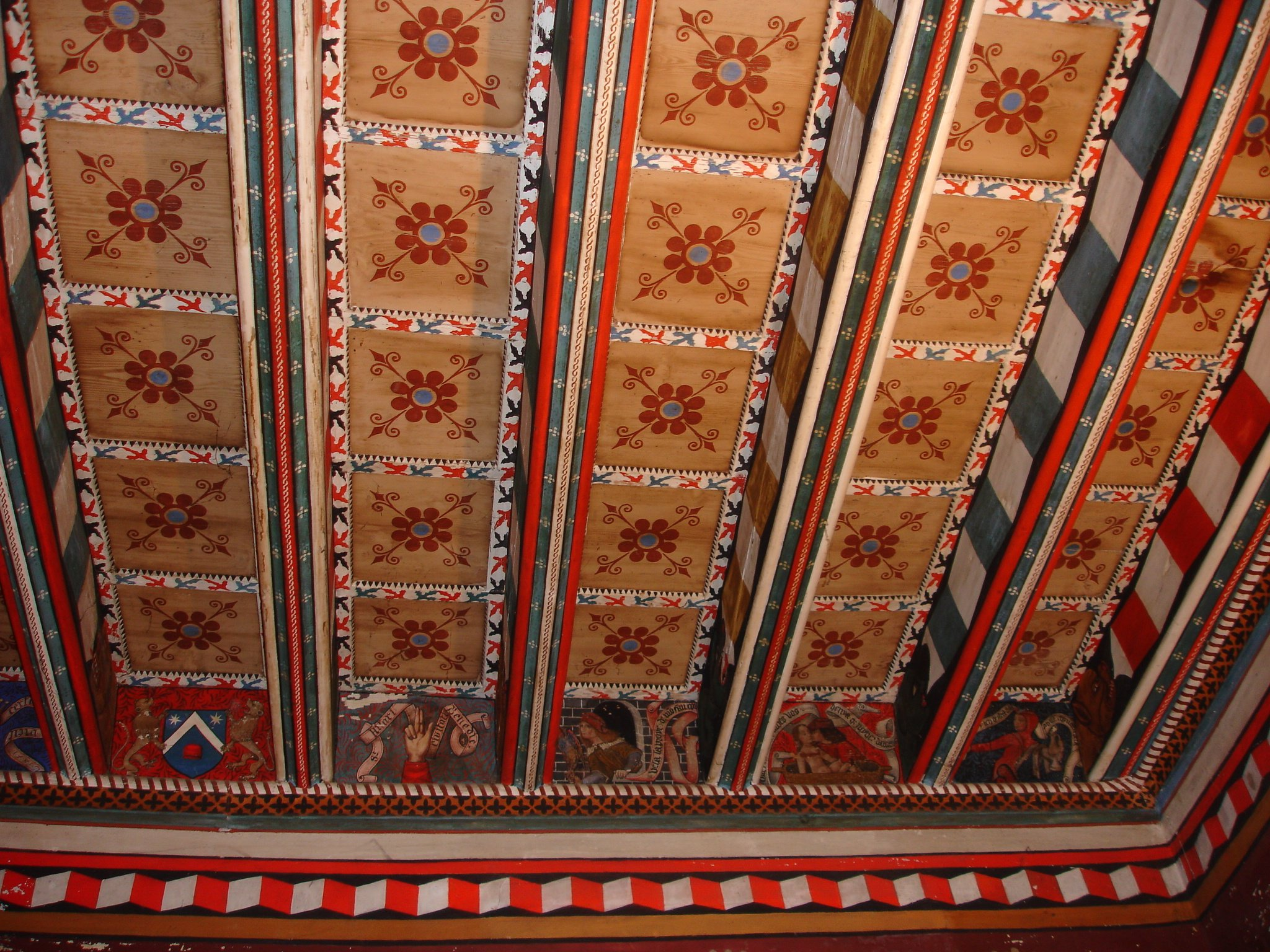
Holzbalkendecke in der Abtswohnung

Die Ostgalerie führt zum Kapitelsaal, von dem nur noch ein rundbogiges Zwillingsfenster erhalten ist, und zur Abtswohnung. Dort sind an den Wänden die Wappen der 55 Äbte von Saint-Hilaire aufgemalt. Auf der Holzbalkendecke aus dem 16. Jahrhundert finden sich neben Darstellungen von Tieren und Blumen Jagd- und Liebesszenen.

## Refektorien
Vom Südflügel des Kreuzgangs führt ein Zugang zu den beiden Refektorien, dem Refektorium der Mönche und dem der Gäste. Beide Säle sind durch eine dicke Mauer getrennt, in der die Lesekanzel integriert ist. Sie ist durch eine schmale Treppe zugänglich und wird von einem Kreuzrippengewölbe gedeckt.

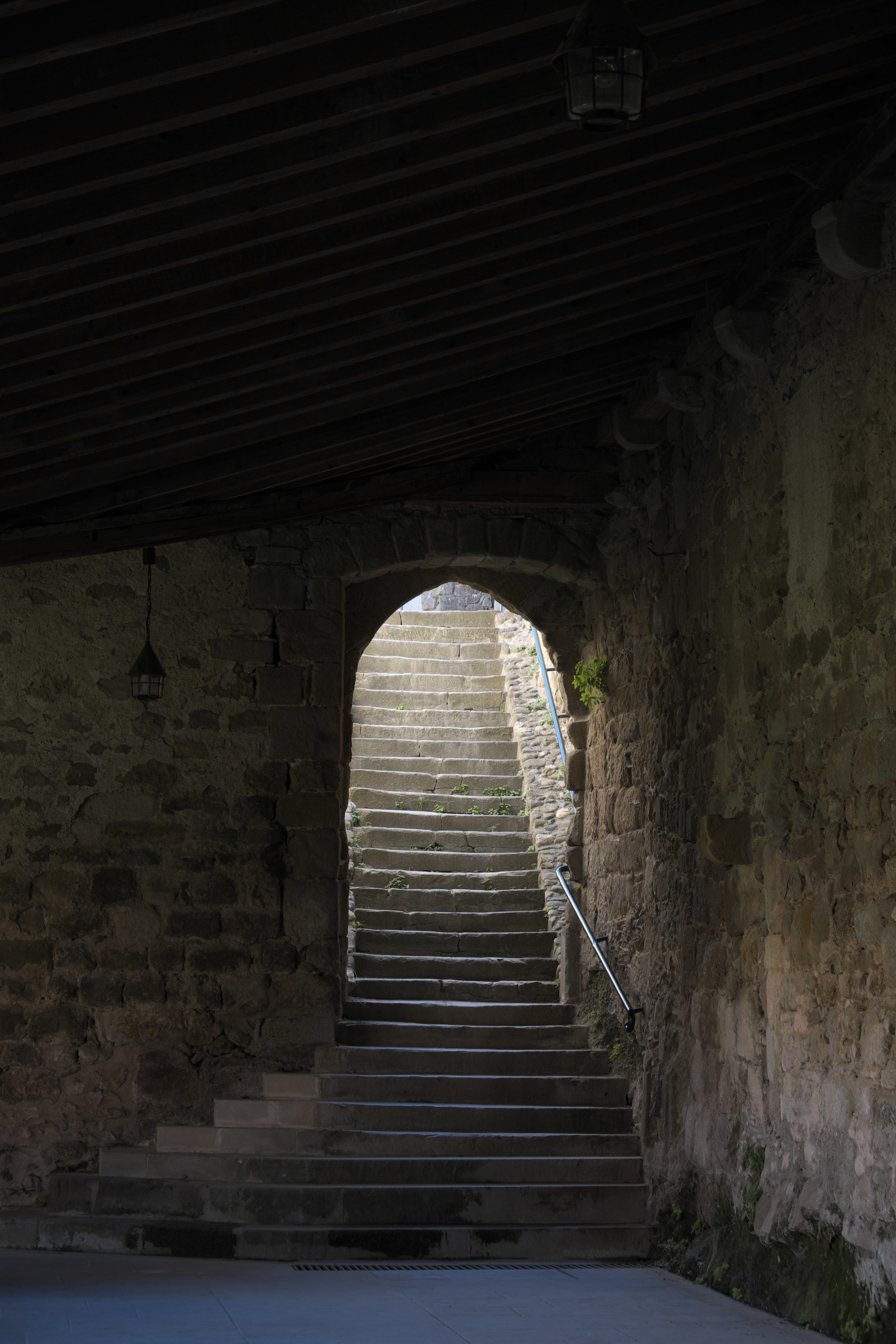
Treppe zu den Vorratsräumen

## Vorratsräume

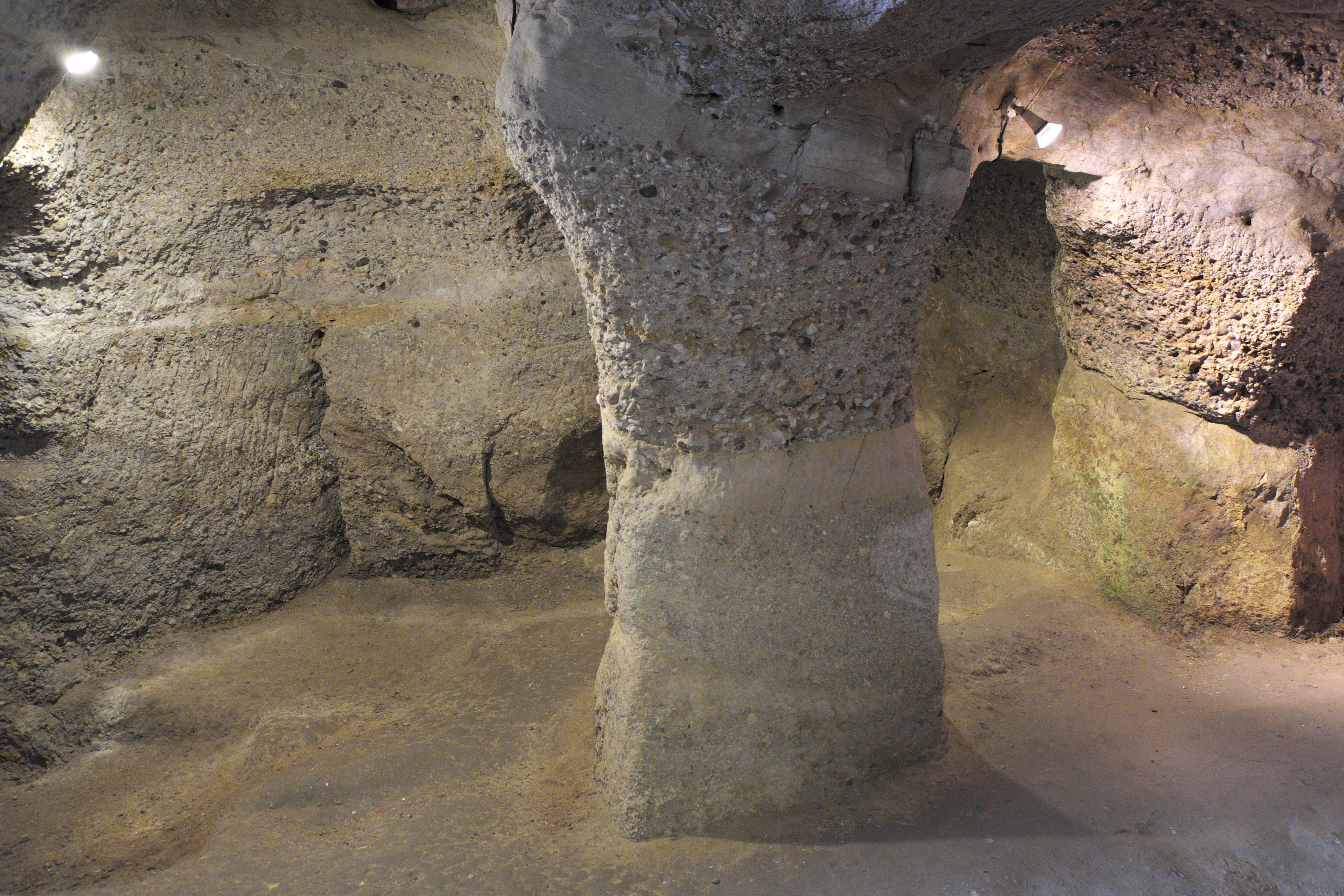
Vorratsraum

Vom Westflügel des Kreuzgangs führt eine Treppe zu den Vorratsräumen, die direkt in den Felsen geschlagen sind. An der Decke sind Öffnungen zu erkennen, durch die die Bauern ihre Ernte abliefern konnten, ohne mit den Mönchen in Kontakt zu kommen. In diesen Kellern stellten die Mönche 1531 erstmals den Schaumwein Blanquette de Limoux her.